# Тибет
Тибе́т (тиб. བོད་, Вайли bod, Пё; кит. 西藏 Сицзан, непальск. तिब्बत) — регион на стыке Восточной и Центральной Азии, расположенный на Тибетском нагорье.
Представляет собой культурную и религиозную общность, отличительными чертами которой являются тибетский язык и тибетский буддизм. Коренное население — тибетцы.
С 1950 года значительная часть входит в состав КНР как Тибетский автономный район и автономные единицы в провинциях Юньнань, Сычуань, Цинхай и Ганьсу, между которыми поделены исторические области Тибета — У-Цанг, Кам и Амдо.
Лхаса — историческая столица Тибета и административный центр Тибетского автономного района. Другие территории Тибета, такие как Ладакх и Сикким, принадлежат Республике Индия. Небольшие территории тибетской культурной и религиозной общности, такие как Нубри, Йолмо, Мустанг, Лими и Долпо, находятся на территории современного Непала.
Включение Тибета в состав КНР в результате военного вторжения остаётся сложным и противоречивым вопросом вплоть до настоящего времени.
В Дхарамсале (Индия) находится правительство Тибета в изгнании, главой которого до 2011 года являлся Далай-лама XIV, один из самых узнаваемых и уважаемых людей в мире. 27 апреля 2011 года, после проведения всемирного голосования тибетской диаспоры, на эту должность был избран Лобсанг Сенге, а через 10 лет, 27 мая 2021 года, его сменил Пенпа Цхеринг — второй демократически избранный сикьонг (глава правительства Тибета в изгнании).

## Названия
Название Тибета на лхасском диалекте тибетского языка выглядит как བོད་ Bod, Пё и произносится [pʰøʔ]. Это название, вероятно, относится к народу, жившему в современной области Ньемо, и связано с тибетским словом བོན bon «выражать, бормотать».
Слово «Тибет», используемое в европейских языках, возможно, пришло через арабский (طيبة،/ توبات Ṭībat / Tūbātt ) из тюркских, где выглядит как Töbäd и означает буквально «Высоты».

## География
Площадь Тибета (включая провинции У-Цанг, Кам и Амдо) — 1,2 млн км².
Средняя высота территории — 4000 метров над уровнем моря.
На территории Тибета берёт исток ряд великих рек, которые протекают затем по территории проживания других народов и поэтому более известны по названиям на языках этих народов (указаны в скобках), а не по тибетским. Это Ярлунг-Цангпо (тиб.ཚངས་པ (Брахмапутра), Ма-Чу (Жёлтая река), Джи-Чу (Янцзы), Сенге-Цангпо (Инд), Пунг-Чу (Арун), Наг-Чу (бирм.: Салуин) и Дза-Чу (Меконг).
Крупнейшие озёра: Цонаг, Нам-Цо, Ямджо-Юмцо, Мапам-Юмцо (Манасаровар), Мигриггъянгджам-Цо.
Средняя температура — 14 °C в июле и −4 °C в январе.
Средний уровень осадков сильно различается: в западных областях — 1 мм в январе и 25 мм в июле; в восточных областях — 25—30 мм в январе и 80 мм в июле.
Полезные ископаемые: 126 различных минералов, среди которых бура, уран, железная руда, хромит, золото, литий, боксит, медь, уголь, соль, слюда, олово, нефть и другие.

### Климат

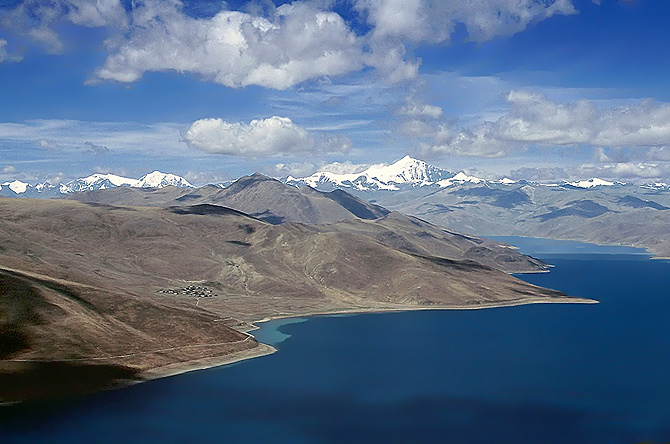
Озеро Ямдрок Цо лежит в 110 километрах к югу от Лхасы, на высоте 4441 м

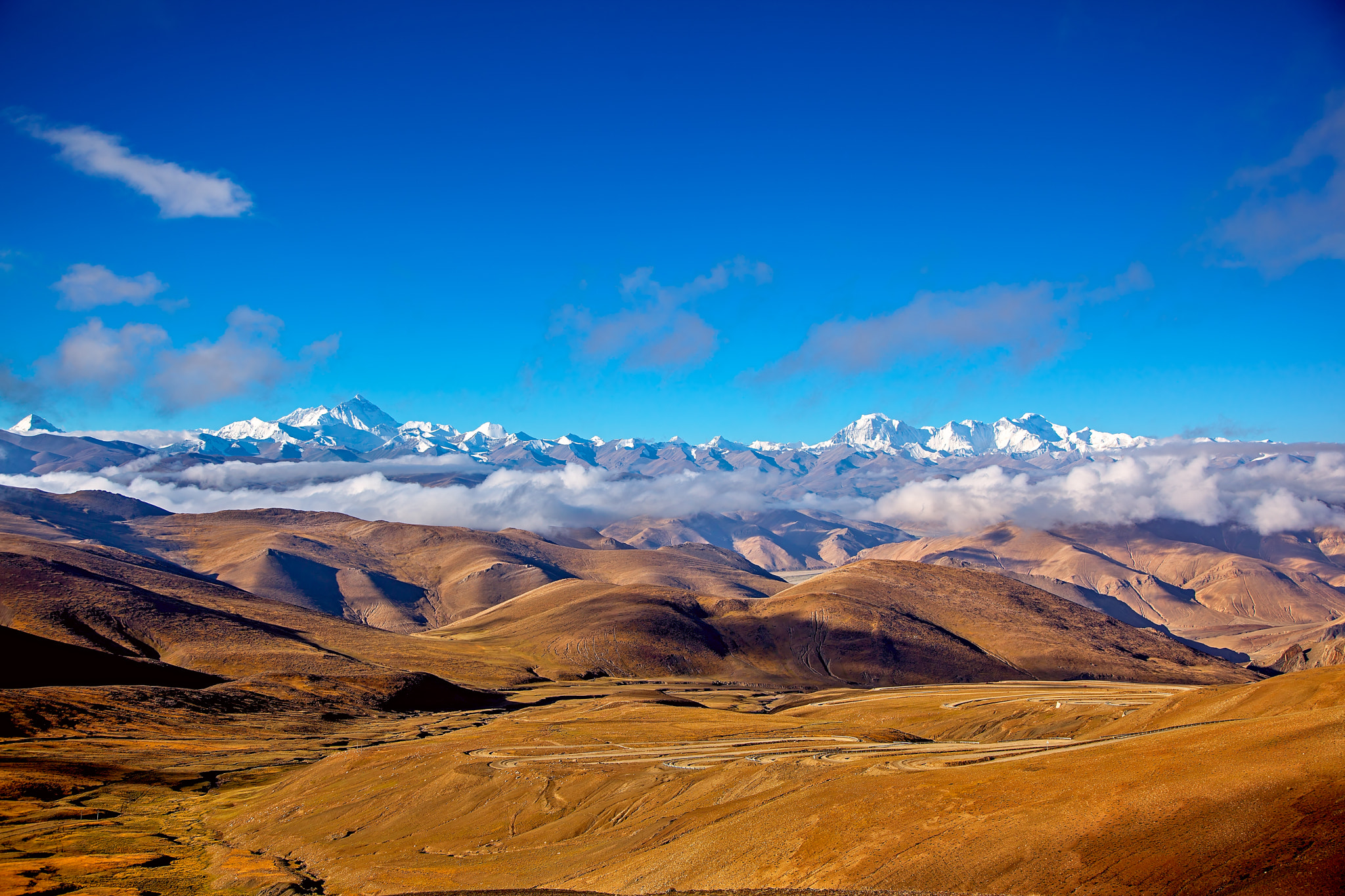
Природа Тибета

В Тибете распространён горный климат с большими суточными колебаниями температуры и большим количеством солнечного света. Разности температур между югом и севером Тибета являются очень значительными.
Наиболее благоприятен климат в юго-восточных предгорьях Тибета, а также в городах Лхаса и Шигадзе. В Лхасе среднегодовая температура составляет +8 °C, в Шигадзе — +6,5 °C, а на севере, на Тибетском плато и в северной части Тибета, среднегодовые температуры — ниже 0°С; эти области находятся в зоне вечной мерзлоты.
Большинство жителей Тибета живут в районе от Лхасы до Шигадзе и на восточной окраине Тибетского плато; северная, центральная, а также западная области Тибета малонаселены.
| Показатель              | Янв.  | Фев. | Март | Апр. | Май  | Июнь | Июль | Авг. | Сен. | Окт. | Нояб. | Дек. | Год  |
| ----------------------- | ----- | ---- | ---- | ---- | ---- | ---- | ---- | ---- | ---- | ---- | ----- | ---- | ---- |
| Абсолютный максимум, °C | 6,8   | 9,2  | 12,0 | 15,7 | 19,7 | 22,5 | 21,7 | 20,7 | 19,6 | 16,4 | 11,6  | 7,7  | 14,7 |
| Средняя температура, °C | −2,2  | 1,1  | 4,6  | 8,0  | 12,0 | 15,6 | 15,4 | 14,5 | 12,8 | 8,0  | 2,2   | −1,8 | 8,9  |
| Абсолютный минимум, °C  | −10,2 | −6,9 | −3,2 | 0,9  | 5,1  | 9,2  | 9,9  | 9,4  | 7,6  | 1,4  | −5    | −9,1 | −0,1 |
| Норма осадков, мм       | 0     | 1    | 2    | 8    | 25   | 71   | 118  | 131  | 60   | 10   | 2     | 1    | 429  |
| Источник:               |       |      |      |      |      |      |      |      |      |      |       |      |      |

## Границы и административное устройство

Тибетские автономии КНР:
Тибетский автономный район
Тибетские автономные округа
Тибетские автономные уезды

Традиционно территория Тибета делилась на провинции У-Цанг, Кам и Амдо, при этом территория нынешнего Тибетского автономного района включает лишь У-Цанг и западную часть Кама, а остальная территория Кама и регион Амдо разбиты между провинциями Юньнань, Сычуань, Цинхай и Ганьсу.
Китайские власти разделили Тибет на следующие административные единицы:
1. Тибетский автономный район;
2. Тибетские автономные округа в провинции Цинхай;
3. Тибетский автономный округ и Тибетский автономный уезд в провинции Ганьсу;
4. Тибетские автономные округа и Тибетский автономный уезд в провинции Сычуань;
5. Тибетский автономный округ в провинции Юньнань.

## Население

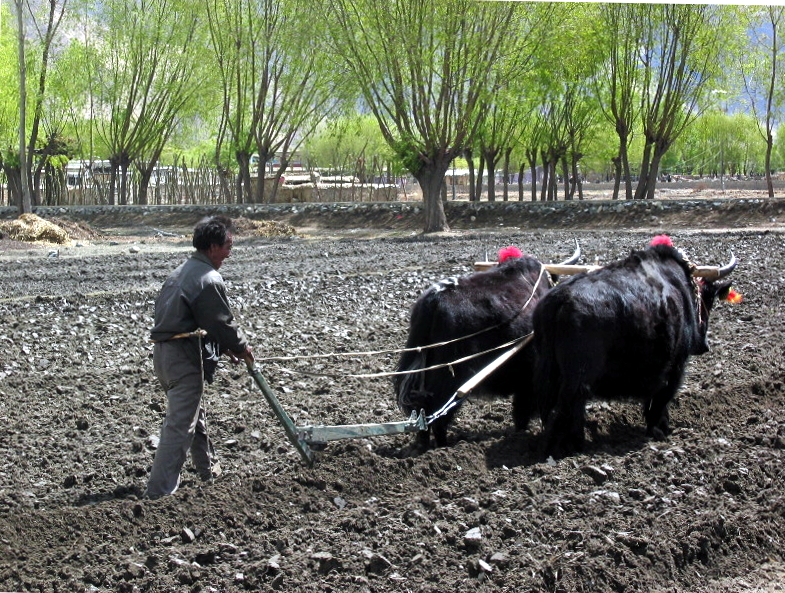
Тибетский фермер вспахивает поле

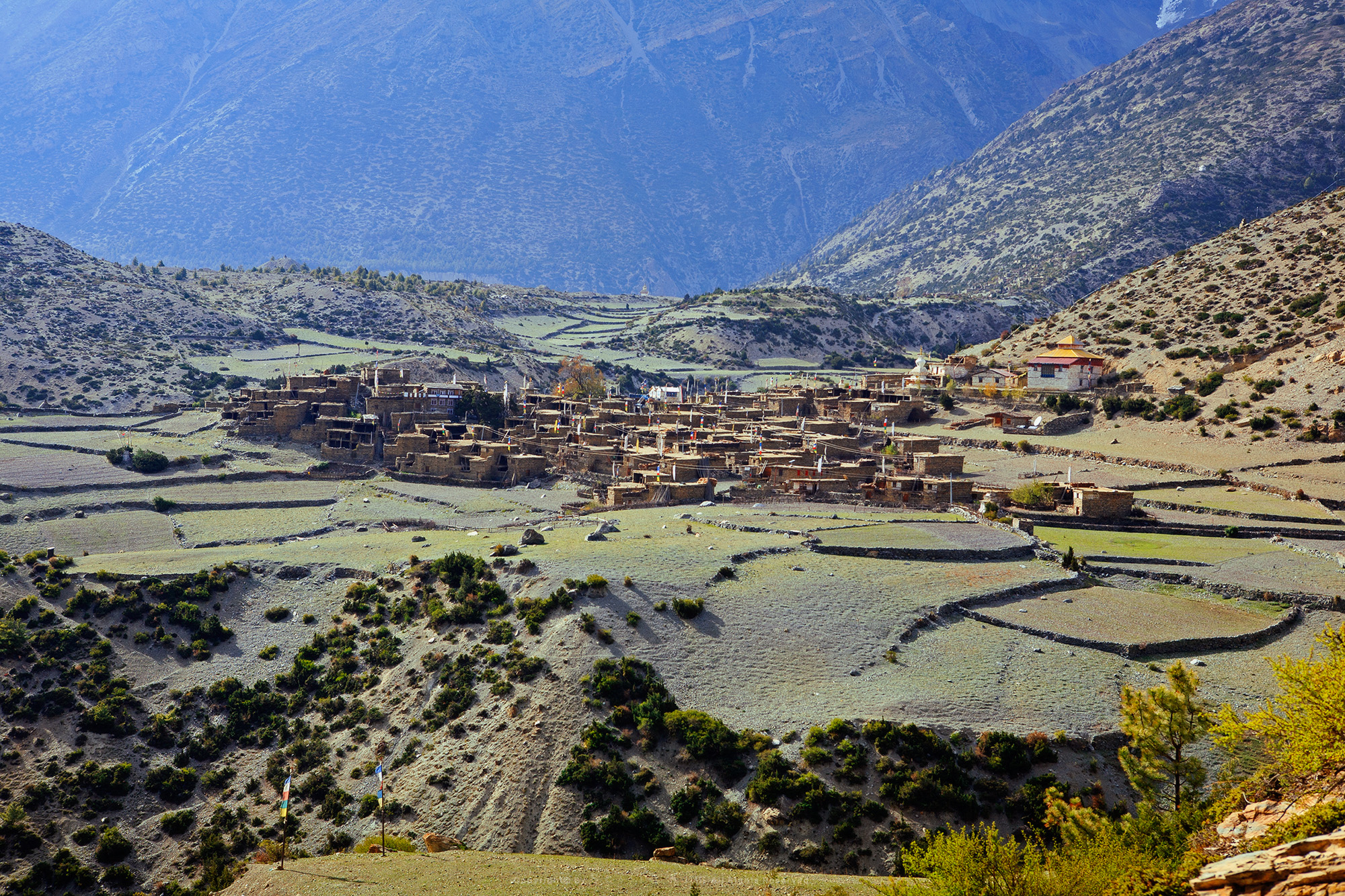
Тибетская деревня

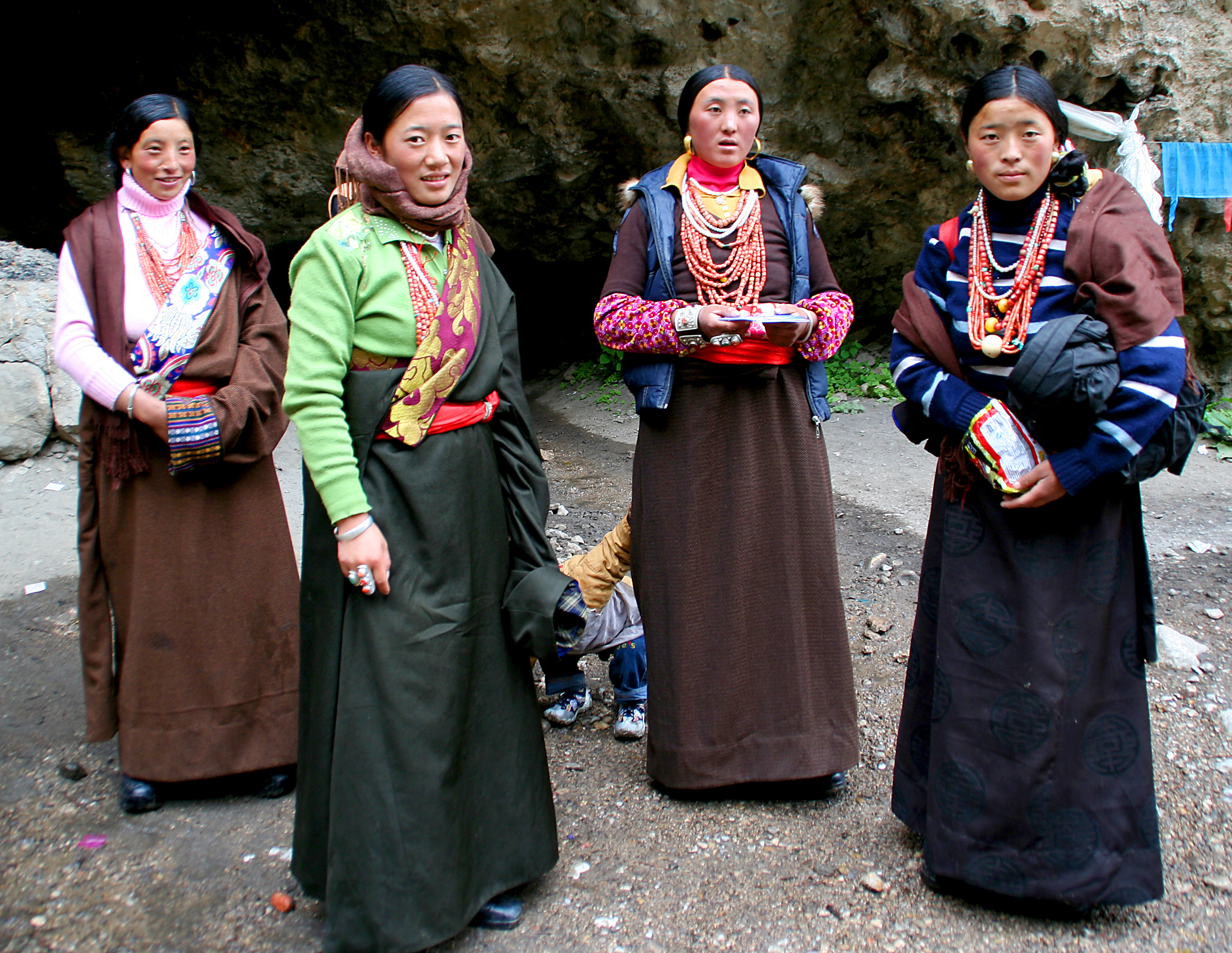
Тибетские женщины в национальной одежде

Тибетцы заняты в основном в сельском хозяйстве, в том числе животноводстве. Проживающие на территории Тибета китайцы — в управлении, торговле, секторе обслуживания. Связано это с тем, что до включения в состав Китая Тибет отличался аграрной экономикой экстенсивного типа. Специалистов для новых отраслей, создаваемых китайским правительством, среди этнических тибетцев не было.
Вопрос о количестве и национальном составе населения Тибета весьма сложен. Связано это с отсутствием точного определения Тибета как территории. Три исторические области — У-Цанг (включая Нгари), Кам и Амдо — тибетцы называют «Три Области» (тиб.: Чолка Сум). В нетибетской литературе их иногда обозначают как «Большой Тибет» или «Великий Тибет». Правительство Тибета в изгнании сообщает о шести миллионах этнических тибетцев и семи с половиной миллионах этнических китайцев (хань).
Правительство Китая, однако, приводит следующие данные:
- Тибетский автономный район: 2,4 миллиона тибетцев, 190 тысяч представителей других национальностей (в основном китайцы), в то же время любопытны данные переписи населения от 1953 года, согласно которым численность населения будущего ТАР составляла 1 миллион 150 тысяч человек[9]; следует иметь в виду, что в разные годы в КНР указывались разные итоги этой переписи: в 1953 г. — 1,274 млн чел., в 1959 — 1,18 млн, в 1991 г. — 1,05 млн[10];
- Все автономные тибетские районы вместе: 5 миллионов тибетцев и 2,3 миллиона представителей других национальностей; по мнению Тибетского правительства в изгнании, многие территории исторического Тибета не имеют в нынешнем Китае автономного статуса;
- Великий Тибет, к которому тибетское правительство в изгнании относит также территории, не имеющие в нынешнем Китае автономного статуса: 5,2 миллиона тибетцев, 3,6 миллиона хань (китайцев) и 1,6 миллиона представителей других национальностей (подсчёты по данным китайской переписи населения 2000 года).

Уровень грамотности среди тибетцев составляет менее 50 %. Уровень грамотности среди населения Тибета до вторжения КНР точно не известен. Образование было в основном монастырским; почти в каждой семье кто-нибудь был монахом, большинство из них были грамотными. Светское образование стало распространяться в первой половине XX в. В 1951 году в стране было всего 100 казённых и частных школ.
| Этнические большинства в Большом Тибете по регионам, 2000 г., перепись | Этнические большинства в Большом Тибете по регионам, 2000 г., перепись | Этнические большинства в Большом Тибете по регионам, 2000 г., перепись | Этнические большинства в Большом Тибете по регионам, 2000 г., перепись | Этнические большинства в Большом Тибете по регионам, 2000 г., перепись | Этнические большинства в Большом Тибете по регионам, 2000 г., перепись | Этнические большинства в Большом Тибете по регионам, 2000 г., перепись | Этнические большинства в Большом Тибете по регионам, 2000 г., перепись |
|                                                                        | Общий                                                                  | Тибетцы                                                                | Тибетцы                                                                | Ханьцы                                                                 | Ханьцы                                                                 | другие                                                                 | другие                                                                 |
| ---------------------------------------------------------------------- | ---------------------------------------------------------------------- | ---------------------------------------------------------------------- | ---------------------------------------------------------------------- | ---------------------------------------------------------------------- | ---------------------------------------------------------------------- | ---------------------------------------------------------------------- | ---------------------------------------------------------------------- |
| Тибетский автономный район:                                            | 2 616 329                                                              | 2 427 168                                                              | 92,8 %                                                                 | 158 570                                                                | 6,1 %                                                                  | 30 591                                                                 | 1,2 %                                                                  |
| — Лхаса PLC                                                            | 474 499                                                                | 387 124                                                                | 81,6 %                                                                 | 80 584                                                                 | 17,0 %                                                                 | 6791                                                                   | 1,4 %                                                                  |
| — Чамдо                                                                | 586 152                                                                | 563 831                                                                | 96,2 %                                                                 | 19 673                                                                 | 3,4 %                                                                  | 2648                                                                   | 0,5 %                                                                  |
| — Шаньнань                                                             | 318 106                                                                | 305 709                                                                | 96,1 %                                                                 | 10 968                                                                 | 3,4 %                                                                  | 1429                                                                   | 0,4 %                                                                  |
| — Шигадзе (округ)                                                      | 634 962                                                                | 618 270                                                                | 97,4 %                                                                 | 12 500                                                                 | 2,0 %                                                                  | 4192                                                                   | 0,7 %                                                                  |
| — Нагчу (округ)                                                        | 366 710                                                                | 357 673                                                                | 97,5 %                                                                 | 7510                                                                   | 2,0 %                                                                  | 1527                                                                   | 0,4 %                                                                  |
| — Нгари                                                                | 77 253                                                                 | 73 111                                                                 | 94,6 %                                                                 | 3543                                                                   | 4,6 %                                                                  | 599                                                                    | 0,8 %                                                                  |
| — Ньингчи                                                              | 158 647                                                                | 121 450                                                                | 76,6 %                                                                 | 23 792                                                                 | 15,0 %                                                                 | 13 405                                                                 | 8,4 %                                                                  |
| Цинхай провинция:                                                      | 4 822 963                                                              | 1 086 592                                                              | 22,5 %                                                                 | 2 606 050                                                              | 54,0 %                                                                 | 1 130 321                                                              | 23,4 %                                                                 |
| — Синин PLC                                                            | 1 849 713                                                              | 96 091                                                                 | 5,2 %                                                                  | 1 375 013                                                              | 74,3 %                                                                 | 378 609                                                                | 20,5 %                                                                 |
| — Хайдун (округ)                                                       | 1 391 565                                                              | 128 025                                                                | 9,2 %                                                                  | 783 893                                                                | 56,3 %                                                                 | 479 647                                                                | 34,5 %                                                                 |
| — Хайбэй-Тибетский автономный округ                                    | 258 922                                                                | 62 520                                                                 | 24,1 %                                                                 | 94 841                                                                 | 36,6 %                                                                 | 101 561                                                                | 39,2 %                                                                 |
| — Хуаннань-Тибетский автономный округ                                  | 214 642                                                                | 142 360                                                                | 66,3 %                                                                 | 16 194                                                                 | 7,5 %                                                                  | 56 088                                                                 | 26,1 %                                                                 |
| — Хайнань-Тибетский автономный округ                                   | 375 426                                                                | 235 663                                                                | 62,8 %                                                                 | 105 337                                                                | 28,1 %                                                                 | 34 426                                                                 | 9,2 %                                                                  |
| — Голог-Тибетский автономный округ                                     | 137 940                                                                | 126 395                                                                | 91,6 %                                                                 | 9096                                                                   | 6,6 %                                                                  | 2449                                                                   | 1,8 %                                                                  |
| — Юйшу-Тибетский автономный округ                                      | 262 661                                                                | 255 167                                                                | 97,1 %                                                                 | 5970                                                                   | 2,3 %                                                                  | 1524                                                                   | 0,6 %                                                                  |
| — Хайси-Монгольско-Тибетский автономный округ                          | 332 094                                                                | 40 371                                                                 | 12,2 %                                                                 | 215 706                                                                | 65,0 %                                                                 | 76 017                                                                 | 22,9 %                                                                 |
| Тибетские территории, включённые в провинцию Сычуань                   |                                                                        |                                                                        |                                                                        |                                                                        |                                                                        |                                                                        |                                                                        |
| — Нгава-Тибетско-Цянский автономный округ                              | 847 468                                                                | 455 238                                                                | 53,7 %                                                                 | 209 270                                                                | 24,7 %                                                                 | 182 960                                                                | 21,6 %                                                                 |
| — Гардзе-Тибетский автономный округ                                    | 897 239                                                                | 703 168                                                                | 78,4 %                                                                 | 163 648                                                                | 18,2 %                                                                 | 30 423                                                                 | 3,4 %                                                                  |
| — Мули-Тибетский автономный уезд                                       | 124 462                                                                | 60 679                                                                 | 48,8 %                                                                 | 27 199                                                                 | 21,9 %                                                                 | 36 584                                                                 | 29,4 %                                                                 |
| Тибетские территории в Юньнанье                                        |                                                                        |                                                                        |                                                                        |                                                                        |                                                                        |                                                                        |                                                                        |
| — Дечен-Тибетский автономный округ                                     | 353 518                                                                | 117 099                                                                | 33,1 %                                                                 | 57 928                                                                 | 16,4 %                                                                 | 178 491                                                                | 50,5 %                                                                 |
| Тибетские территории в Ганьсу                                          |                                                                        |                                                                        |                                                                        |                                                                        |                                                                        |                                                                        |                                                                        |
| — Ганьнань-Тибетский автономный округ                                  | 640 106                                                                | 329 278                                                                | 51,4 %                                                                 | 267 260                                                                | 41,8 %                                                                 | 43 568                                                                 | 6,8 %                                                                  |
| — Тяньчжу-Тибетский автономный уезд                                    | 221 347                                                                | 66 125                                                                 | 29,9 %                                                                 | 139 190                                                                | 62,9 %                                                                 | 16 032                                                                 | 7,2 %                                                                  |
| Общий для Большого Тибета:                                             |                                                                        |                                                                        |                                                                        |                                                                        |                                                                        |                                                                        |                                                                        |
| С Синин и Хайдун                                                       | 10 523 432                                                             | 5 245 347                                                              | 49,8 %                                                                 | 3 629 115                                                              | 34,5 %                                                                 | 1 648 970                                                              | 15,7 %                                                                 |
| Без Синин и Хайдун                                                     | 7 282 154                                                              | 5 021 231                                                              | 69,0 %                                                                 | 1 470 209                                                              | 20,2 %                                                                 | 790 714                                                                | 10,9 %                                                                 |

### Языки
Тибетский язык относится к тибето-бирманской языковой группе сино-тибетской языковой семьи. Он записывается с использованием тибетского письма. Со времени вхождения в состав Китая официальным языком на территории Тибета является путунхуа, однако делопроизводство разрешено вести на тибетском. В начальной школе обучение зачастую также ведётся на тибетском языке, с постепенным переходом на путунхуа к старшим классам.

### Религия
Этнические тибетцы исповедуют тибетский буддизм и религию бон.

#### Тибетский буддизм

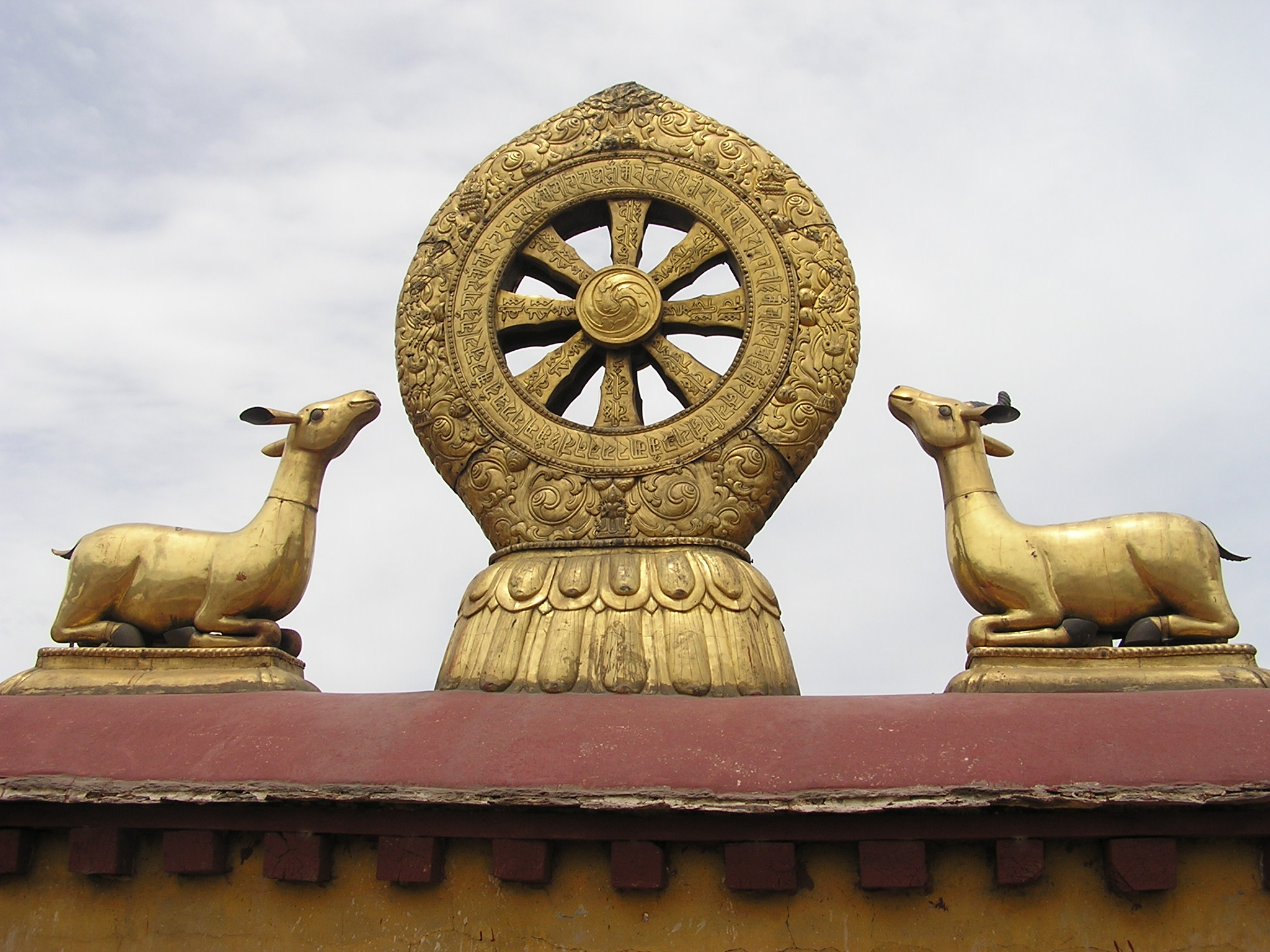
Колесо дхармы над входом в храм Джоканг, Лхаса

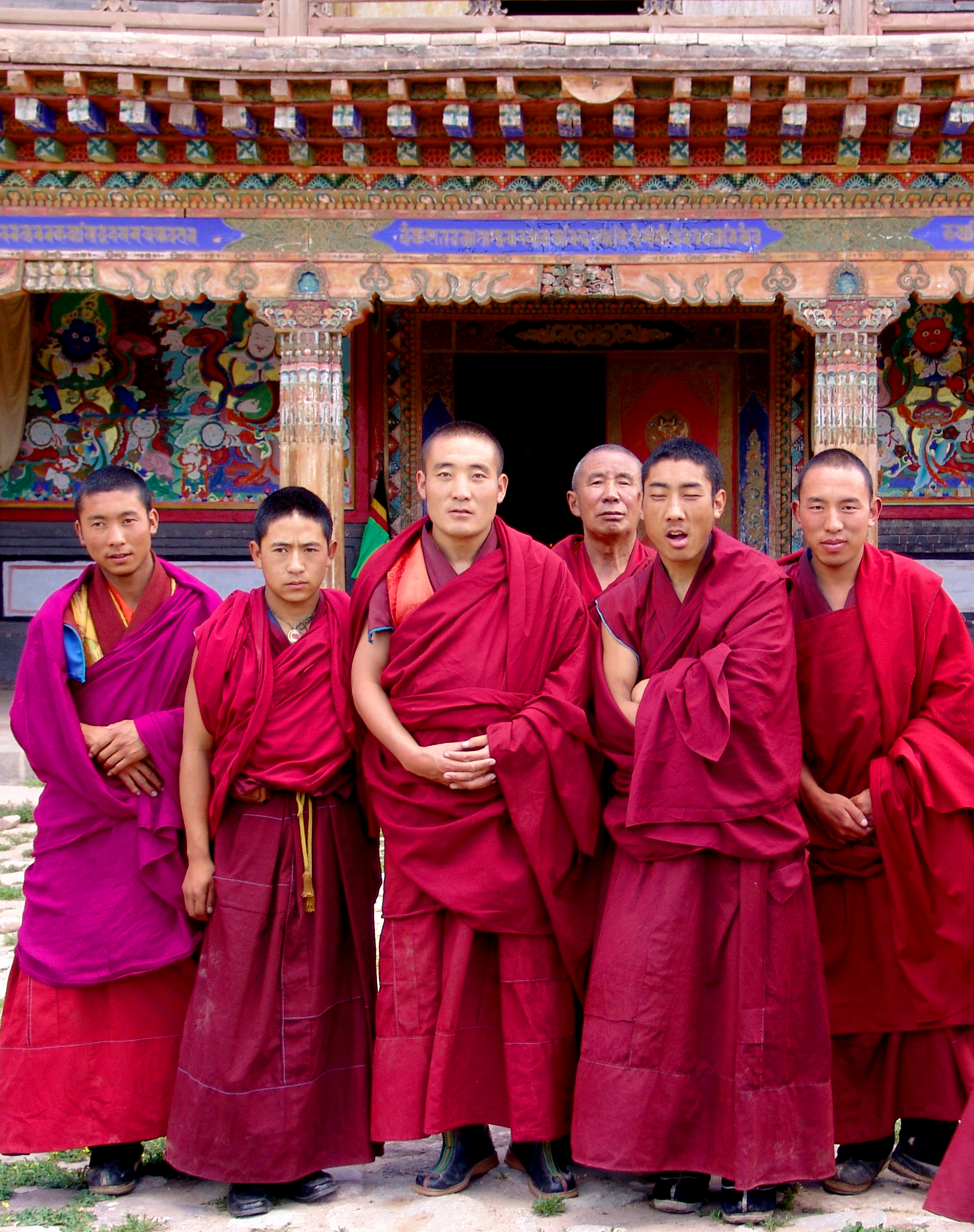
Тибетские монахи

Религия очень важна для тибетцев и оказывает большое влияние на все стороны их жизни. Бон — это древняя религия Тибета. Буддизм на Тибет принёс Падмасамбхава и способствовал его распространению. Тибетский буддизм — это точная тибетоязычная версия позднеиндийского буддизма Махаяны. Он распространён не только в Тибете, но и в Монголии, некоторых частях северной Индии, Бурятии, республиках Тува и Калмыкия и некоторых частях Китая, не считая территории самого Тибета. Во время китайской Культурной революции почти все сохранившиеся к тому времени тибетские монастыри были разграблены и уничтожены «красными охранниками». Некоторые монастыри стали восстанавливаться с 1980-х годов (с ограниченной поддержкой со стороны китайского правительства) и была дана бо́льшая религиозная свобода, хотя всё ещё с ограничениями. Монахи вернулись в монастыри, где обучение восстановилось, однако количество монахов строго ограничено.
В Тибетском буддизме есть четыре основные традиции:
- Гелуг, Путь Добродетели. Духовным лидером Гелуг является Ганден Трипа, а временным главой — Далай-лама[18]. Далай-ламы правили Тибетом с середины XVII века до середины XX. Эта традиция была основана Чже Цонкапой в XIV—XV веках на основе традиций Кадампы. Цонкапа был известен как своей учёностью, так и своей добродетелью. Далай-лама принадлежит к школе Гелуг и считается воплощением Бодхисаттвы Сострадания.
- Кагью, «Устная Линия». Содержит основной и малый подразделы. Первый, Дагпо Кагью, включает те школы Кагью, которые ведут свои корни от Гампопы. Сама Дагпо Кагью состоит из четырёх основных частей: Карма Кагью, возглавляемая Кармапой, Цалпа Кагью, Баром Кагью и Пагдру Кагью. Малый раздел Кагью — Шангпа Кагью, который в XX веке был представлен известным учителем Калу Ринпоче, ведёт свою линию от индийского учителя Нигумы, сестры Наропы. Это устная традиция, которая много внимания уделяет эмпирическим аспектам медитации. Её самым знаменитым представителем был Миларепа.
- Ньингма, «Древняя». Это самая древняя традиция. Она была основана Падмасамбхавой
- Сакья, «Серая Земля», возглавляемая Сакья Тризином, основана Кхон Кончог Гьялпо, учеником великого переводчика Дрокми Лотсавы. Эта школа придаёт особое значение учёности и образованности. Сакья Пандита (1182—1251) был правнуком Кхон Кончог Гьялпо.

Исповедующие буддизм, индуизм, джайнизм, а также последователи религии Бон, совершают Коры — паломничества вокруг святых мест. Одна из самых сложных Кор проходит вокруг горы Кайлас. Путь составляет 53 км в высокогорной местности и занимает в среднем 3 дня. Несмотря на сложность пути — это главная азиатская Кора. Считается, что Кора вокруг Кайласа, совершённая 108 раз, помогает достигнуть освобождения — нирваны. Примечательно, что буддисты проходят Кору по часовой стрелке, а паломники религии бон — против.

#### Ислам

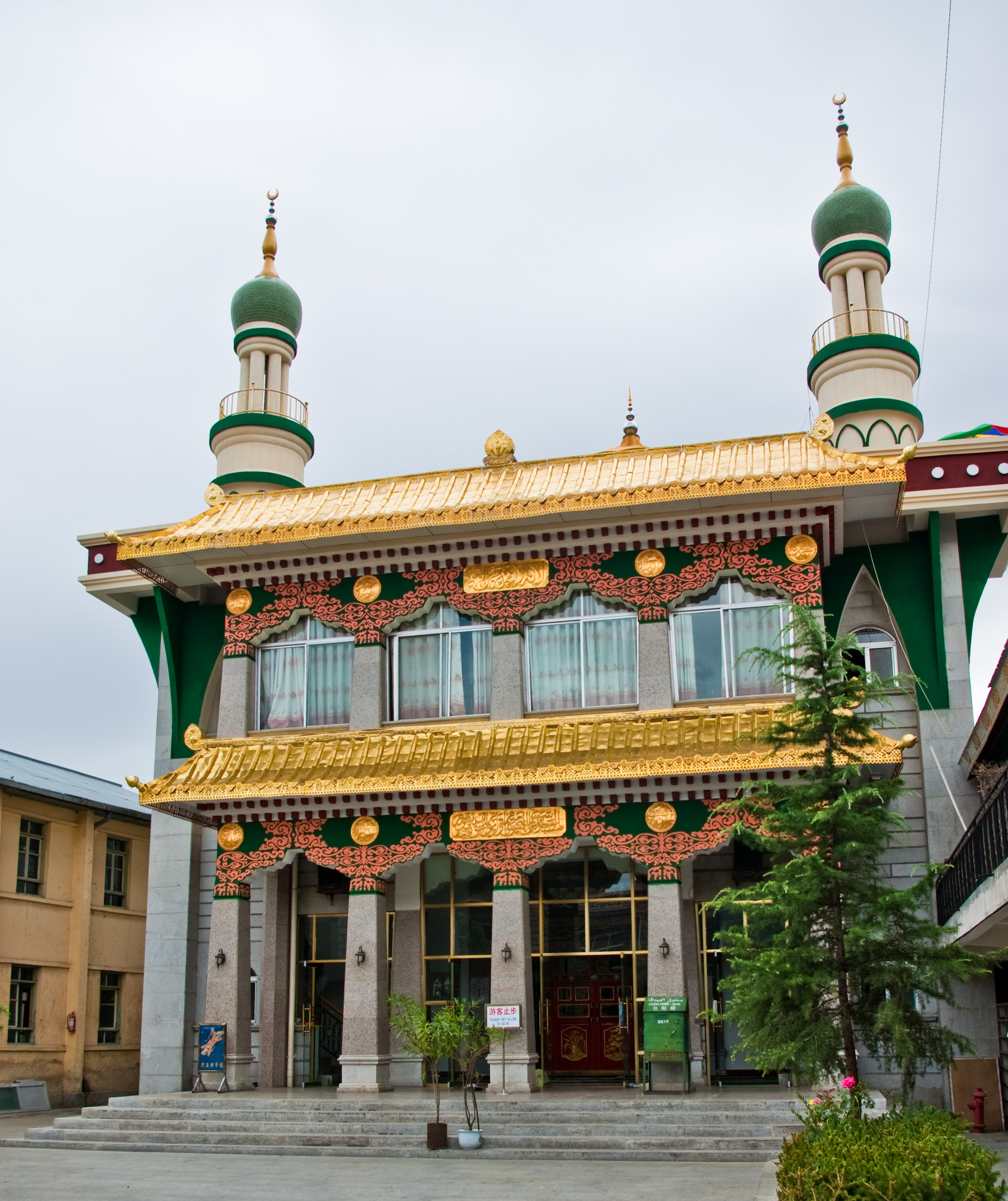
Мечеть в Лхасе

Мусульмане живут в Тибете с VIII—IX веков. В больших тибетских городах есть небольшие сообщества мусульман, которые ведут свои корни от иммигрантов из трёх основных регионов: Кашмир, Ладакх и исламские страны центральной Азии. Исламское влияние на Тибет было также со стороны Персии. После прецедента в 1959 году, когда группа тибетских мусульман получила индийское гражданство на основании их исторических кашмирских корней, правительство Индии объявило всех тибетских мусульман индийскими гражданами в том же году. Другие мусульманские этнические группы, которые давно поселились на Тибете, это хуэйцзу, салары, дунсян и баоань.

#### Христианство
Первыми христианами, которые достигли Тибета, были несториане, следы и надписи которых были найдены в Тибете. Они также присутствовали в лагере Мунке в Шира Ордо, где в 1256 году вели дебаты с Карма Пакши (1204/6—83), главой школы Карма Кагью.
Римско-католические иезуиты и капуцины прибывали из Европы в XVII—XVIII веках. Некоторые учёные считают, что португальские миссионеры отец Антониу де Андраде и брат Мануэл Маркеш первыми достигли западного Тибета в 1624 году и были приняты царской семьёй, которая позже позволила им построить церковь. Позже христианство было представлено в Ладакх и У-Цанг и было радушно принято правителем Цанга. Некоторые источники предполагают, что первым иезуитским миссионером был Иоганн Грюбер, который около 1656 года пересёк Тибет от Синина к Лхасе, где провёл месяц, перед тем как отправиться в Непал. За ним последовали другие, которые построили в Лхасе церковь. Среди них иезуит Отец Ипполито Дезидери (1716—1721) и различные капуцины в 1707—1711, 1716—1733 и 1741—1745. Чтобы уравновесить влияние школы Гелуг в XVII веке, некоторые тибетские правители и ламы школы Кармап использовали христианство, пока в 1745 году все миссионеры не были выгнаны по настоянию лам.

### Сокращение численности коренного населения
На основании общей численности тибетцев в 1953 году (около 4 млн чел.), по оценкам Ч. Белла и П. К. Козлова для первых десятилетий XX века и на основе данных разных источников о размерах потерь, исследователем Кузьминым С. Л. был сделан вывод, что при разных оценках потери за 1951—1976 гг. должны составлять от 3 до 30 %. Впрочем, официальные источники КНР оценивали население Тибета в 1950 году как 1 миллион человек. Эти сведения касаются одной из нескольких официальных китайских оценок численности тибетцев только на территории будущего ТАР и без учёта остальных тибетских территорий.
Согласно заключению Конгресса США 1987 года:

Раздел 1243. НАРУШЕНИЯ ПРАВ ЧЕЛОВЕКА В ТИБЕТЕ КИТАЙСКОЙ НАРОДНОЙ РЕСПУБЛИКОЙ
<...>
(6) более 1 000 000 тибетцев погибло с 1959 по 1979 год, что явилось прямым следствием политической нестабильности, казней, тюремных заключений и крупномасштабного голода, порождённых политикой Китайской Народной Республики в Тибете.
Оригинальный текст (англ.)SEC. 1243. HUMAN RIGHTS VIOLATIONS IN TIBET BY THE PEOPLE'S REPUBLIC OF CHINA.
<…>
(6) over 1,000,000 Tibetans perished from 1959 to 1979 as a direct result of the political instability, executions, imprisonment, and widescale famine engendered by the policies of the People's Republic of China in Tibet
— United States Statutes at Large Volume 101 Part 3

### Тибетская община за границей
Численность тибетцев в изгнании — около 134 тыс. человек: в Индии — 100 000 человек, в Непале — 20 000, в Бутане — 1249, в Швейцарии — 2000, в Скандинавии — 100, в других европейских странах — 400, в Австралии и Новой Зеландии — 200, в США — 8000, в Канаде — 1200.

## История

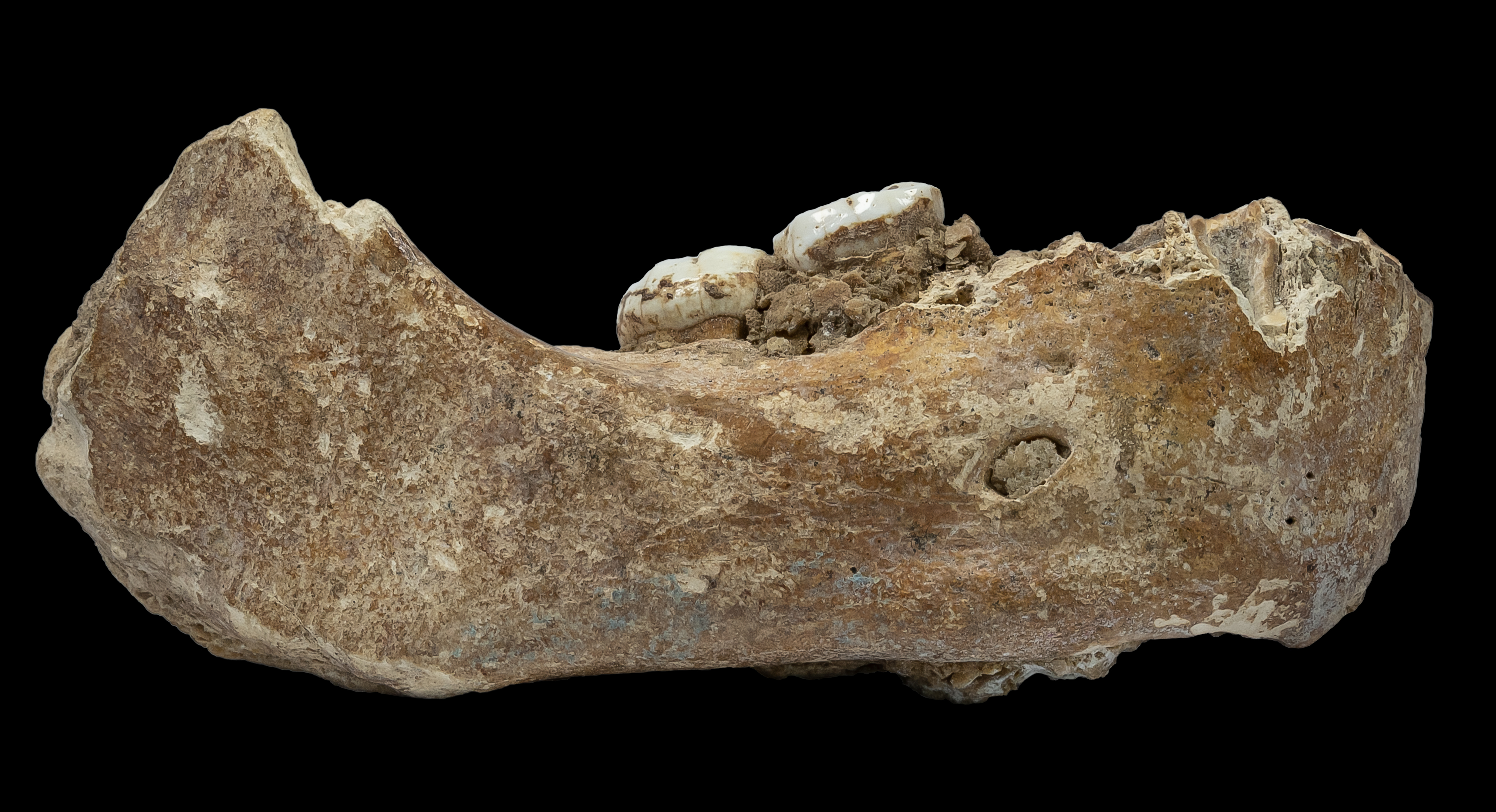
Челюсть денисовца из пещеры Байшия

По данным палеопротеомики, к денисовскому человеку был близок живший 160 тыс. лет назад обитатель карстовой пещеры Байшия, находящейся в уезде Сяхэ (Ганьсу). На палеолитическом памятнике Цзянцзюньфу 01 (Jiangjunfu 01 или JJF01) оптическое датирование отложений из культурных слоёв, содержащих простые каменные орудия, показывает, что это место было заселено гоминидами в более тёплых межледниковых условиях ∼120—90 тыс. лет назад.
Следующие свидетельства о проживании людей в Тибете в центральной части нагорья на высоте 4,6 тыс. метров в Нвия Деву относятся к периоду 30—40 тыс. лет назад. За этим последовали два периода появления людей на Тибете: 16 и 8 тыс. лет назад.
Последующие свидетельства о проживании людей в Тибете относятся к 3000—2000 годам до н. э. Предположительно современные тибетцы происходят из северо-западного региона Китая, где смешивались различные этнические группы как минимум до VII века, среди которых наибольшее влияние на тибетцев оказали ранние китайские и бирманские группы с одной стороны, и тюркские народы — с другой.
Согласно бонским легендам, тибетцы произошли от союза обезьяны и демоницы. Позднее с появлением в Тибете буддизма обезьяна стала рассматриваться как одно из проявлений Авалокитешвары (тиб. Ченрези).

### До IX века

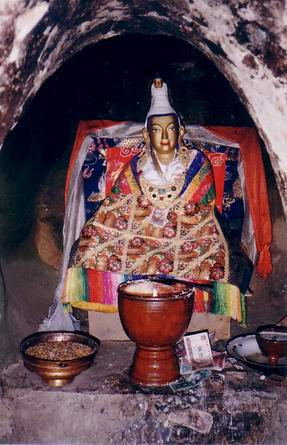
Сонгцэн Гампо

В древний период Тибет управлялся царями Ярлунгской династии, достоверная история которых начинается с VI века (о времени доярлунгских княжеств осталось слишком малое количество исторических свидетельств).
В VII—IX веках Тибетское царство играло важную роль в Центральной Азии, борясь за контроль над торговыми путями. Значимой силой Тибет стал во время правления Сонгцэна Гампо, 33-го царя Тибета (617—650), широко раздвинувшего границы своего царства. В знак примирения и уважения китайский император и царь Непала предоставили тибетскому царю в жёны своих дочерей.
Сонгцэн Гампо оказал большое влияние на культуру Тибета, и считается, что он принёс буддизм народу Тибета и основал множество буддистских храмов, включая Джоканг. Почитается как первый «праведный (религиозный) царь» (тиб. Чогьял).
Наибольших военных успехов Тибет достиг при царе Тисонге Децэне (755—797), который также оказал большое влияние и на развитие тибетского буддизма.

### IX—XIII века
Во время правления Ралпачана (815—838) буддизм и культура продолжали процветать. Однако тибетская империя ослабевала и окончательно распалась после убийства Ландармы (838—841), правление которого было отмечено активным подавлением буддизма, что прервало его развитие более чем на столетие. К концу IX века Тибет состоял из отдельных воюющих между собой княжеств.

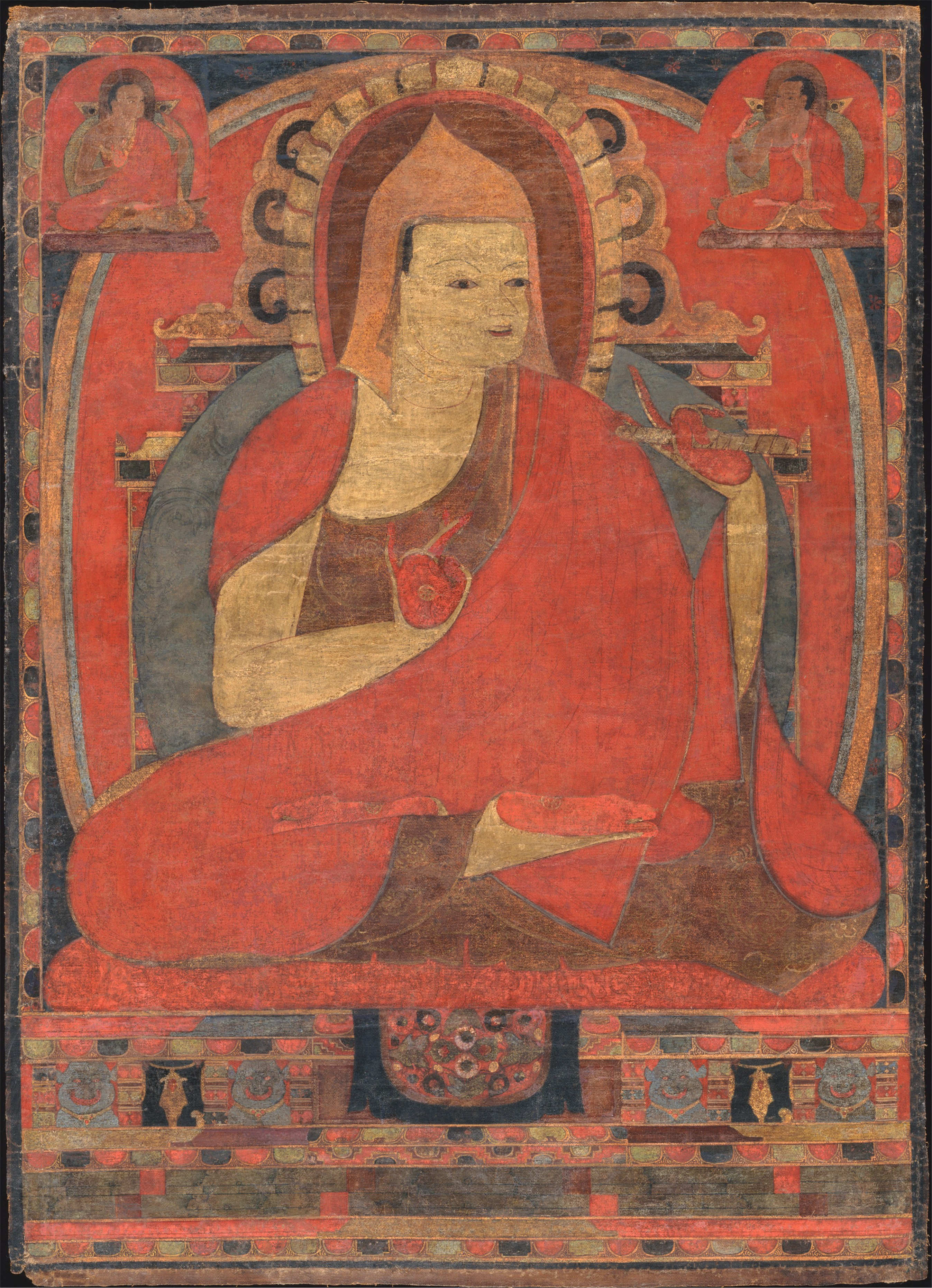
Атиша

Поклонение религии бон возобновилось в Центральном Тибете. Мигрировавшие на запад наследники царской семьи поддерживали контакты с индийскими буддистами посредством тибетских учёных и переводчиков (лоцава), таких как Ринчен Санпо (958—1055). В 1042 году миссионерская деятельность Атиши способствовала возрождению в Центральном Тибете буддизма.
В 1073 году был основан монастырь Сакья и ряд других монастырей направления тибетского буддизма кагью. Различные монастыри и школы стали получать поддержку местных властителей, разрабатывались системы иерархической преемственности, в том числе через перевоплощение. Активное развитие получала тибетская культура.
В середине XIII века Тибет вынужденно установил политико-религиозные отношения с монгольской империей. В 1247 году глава школы Сакья получил от Годана символическую власть над Тибетом, а Хубилай позже сделал Пагба-ламу своим духовным наставником и первым теократическим монархом Тибета. С этого времени власть в стране сосредотачивалась в руках буддийских иерархов. С крушением династии Юань в 1368 году Тибет получил независимость; к власти пришла школа Пхагмодру, под господством которой Тибет находился затем более 100 лет.

### XIV—XIX века
В начале XV века важную роль в истории Тибета сыграл Цонкапа, стремившийся реформировать тибетский буддизм. В своей доктрине он делал акцент на философских и нравственных идеях Атиши и, основав свой собственный монастырь, установил в нём строгую монашескую дисциплину. После его ухода из жизни последователи выстроили на основе его учения школу гелугпа, которая со временем становилась всё более значимым политическим фактором.
В 1578 году монгольский князь Алтын-хан пригласил к себе в страну третьего настоятеля гелугпа Сонама Гьяцо, которому даровал титул Далай-ламы, возобновив таким образом монголо-тибетские отношения покровителя и наставника, и сделав всех монголов последователями школы гелугпа.
В 1642 году при ойратской военной помощи правителем Тибета стал Далай-лама V (1617—1682), после чего светская и духовная власть в Тибете перешла в руки иерархов школы гелугпа. Далай-лама V остался известен как выдающийся религиозный и политический деятель, консолидировавший власть над тибетским регионом, установивший господство над всеми другими школами тибетского буддизма и снизивший власть мирского дворянства, а также как основатель дворца Потала.

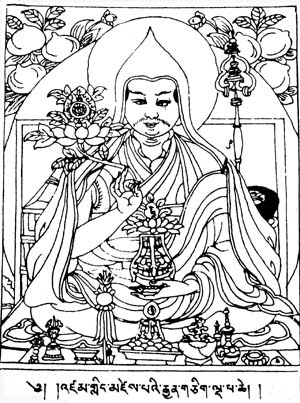
Далай-лама V

В 1644 году в Китае пришла к власти династия Цин. Первоначально стабильные отношения между Тибетом и Китаем были осложнены после смерти «Великого Пятого», чей регент Сангье Гьяцо скрывал факт смерти Далай-ламы в течение 15 лет, чем рассердил императора Канси, который стал искать противника регента и нашёл его в лице ойратского Лхавзан-хана. В 1705 году тот атаковал Тибет, убил регента и объявил шестого Далай-ламу, любителя поэзии и развлечений, ложной инкарнацией. Через год Далай-лама VI умер при загадочных обстоятельствах, оставив после себя стихотворение, на основе которого его перерождением был признан Кэлсанг Гьяцо.
В 1717 году джунгарские нападения, в результате которых был убит Лхавзан-хан, вынудили китайского императора направить свои войска в Тибет, которым удалось вытеснить ойратов в 1720 году. В течение следующих двухсот лет Китай имел в Тибете представителя своих интересов (амбаня, не имевшего реальной административной власти) и небольшой гарнизон, что воспринималось тибетцами как установление отношений покровителя и духовного наставника как и в случае с ойратами.
Тибет находился в сильной зависимости от Пекина, армии которого вмешивались для восстановления порядка, например, во время гражданской войны в 1728 году или во время нападения гуркхов в 1792. В это же время (в конце XIX века) из Тибета были удалены все иностранцы.
С постепенным ослаблением империи Тибет обретал всё большую независимость, которую провозгласил в 1913 году.

### Первая половина XX века

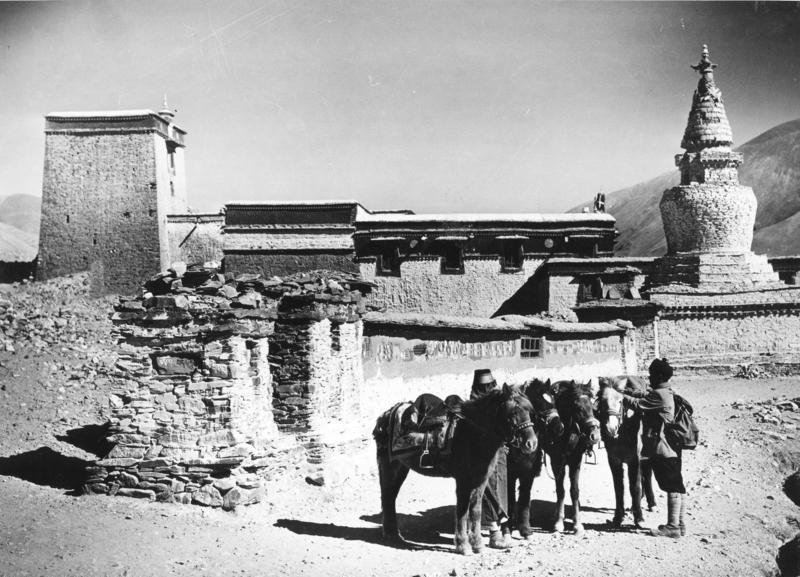
Тибет в 1990-х годах

В конце XIX — начале XX века Тибет стал участником Большой игры, борьбы за власть в Центральной Азии между Россией и Великобританией. Британцы с середины XIX века пытались наладить торговые пути между Индией и Китаем через Тибет и установить для Великобритании преимущественные привилегии в регионе. Увидев для себя угрозу со стороны возможного союза России и Тибета (в частности, благодаря активным действиям А. Доржиева и П. Бадмаева), британцы стали предпринимать активные действия. В результате ряда событий и соглашений (Лхасского договора 1904 года после британской экспедиции Янгхазбенда, Англо-китайской конвенции 1906 года, Конвенции между Россией и Великобританией 1907 года) Россия и Великобритания признали сюзеренитет Китая над Тибетом и обязались не вмешиваться в его внутренние дела. В 1910 году китайские войска заняли Лхасу и установили прямое китайское управление над Тибетом. Революция в Китае привела к выводу китайских войск к концу 1912 года.

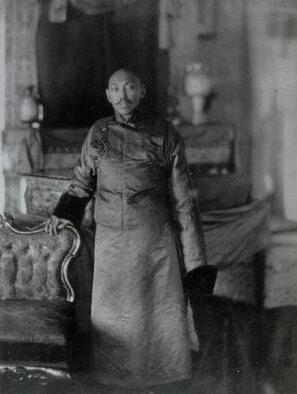
Далай-лама XIII

После развала империи Цин и подписания тибето-монгольского договора Далай-лама XIII, взявший власть в свои руки в 1895 году, объявил о независимости Тибета от Китая и провозгласил независимое Тибетское государство. С 1913 по 1951 год Тибет функционировал как де-факто независимое государство. Однако ни Китай, ни одно из государств-членов Лиги наций официально не признало независимости Тибета.
Далай-лама XIII попытался улучшить положение в Тибете, проводил реформы и модернизацию с использованием достижений современной цивилизации, уделял много внимания созданию новой армии, но вводимые новшества встречали сопротивление со стороны многих тибетцев, включая монахов и духовенство. Ситуация после смерти Далай-ламы XIII была отмечена борьбой за власть и нестабильностью.
В 1949 году после победы КПК над Гоминьданом в гражданской войне новое правительство Мао Цзэдуна возвестило об «освобождении» Тибета. В октябре 1950 года китайские войска вошли в Восточный Тибет и, сокрушив плохо оснащённую тибетскую армию, взяли его под контроль.
Основной целью плана Мао по Тибету было побудить Тибет к принятию китайской власти и военной оккупации Тибета. После вынужденного заключения в мае 1951 года тибето-китайского соглашения Тибет стал «национальным автономным регионом» (в 1965 году был официально создан Тибетский автономный район), но под фактическим контролем со стороны китайских коммунистов.

### С середины XX века по настоящее время

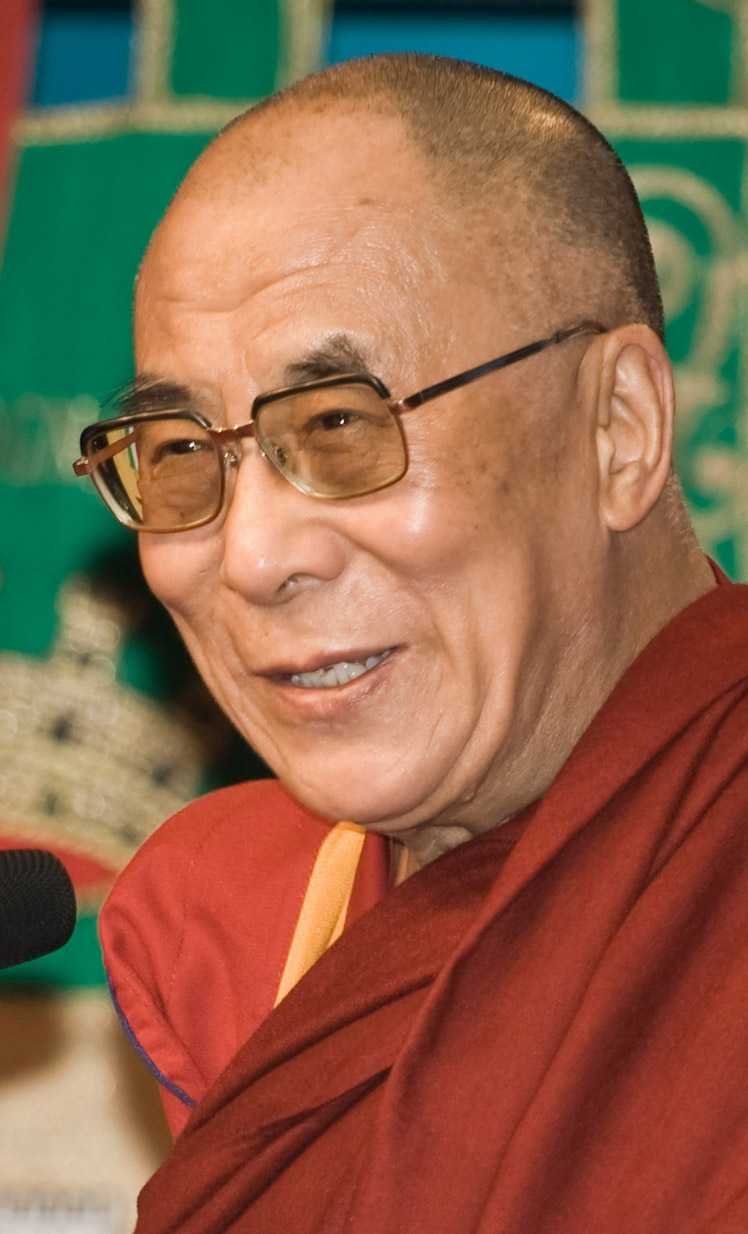
Далай-лама XIV

Далай-лама XIV (р. 1935) принял политическую власть в Тибете 17 ноября 1950 года. После подписания соглашения из 17 пунктов в Тибет стало прибывать большое количество китайских солдат и гражданских лиц, что вызывало чрезмерную нагрузку на ресурсы Тибета и недовольство со стороны местного населения. Хотя китайцы оставили привилегии землевладельцев и монастырей, приход к власти коммунистов вызывал опасения у духовенства и знати. С середины 1950-х годов разрасталось движение сопротивления, переросшее в восстание в марте 1959 года. Далай-лама и многие министры были вынуждены бежать в Индию, где им было предоставлено убежище. Восстание было подавлено превосходящими силами КНР. Многие последователи Далай-Ламы покинули страну вслед за ним. После 1959 года были отменены многие налоги, экспроприированы владения крупных мирских землевладельцев и лам, а также проведены реформы, ликвидировавшие крепостную систему.
Следующее масштабное событие в Тибете было связано с китайской Культурной революцией. Из более чем 7000 религиозных сооружений, существовавших до установления власти КНР в Тибете, к концу Культурной революции уцелела только малая часть, «бунтари» и хунвэйбины приложили большие усилия для уничтожения истории региона.
Крайне проблемным является вопрос нарушений прав человека в Китайской Народной Республике, в том числе и в Тибете, о чём неоднократно с момента установления китайской власти заявляли международные организации, Генеральная Ассамблея ООН. Хотя с конца 1970-х годов репрессии в целом уменьшились, коренное население Тибета проводило неоднократные акции сопротивления китайским властям, наиболее крупные восстания происходили в 1987—1989 и 2008 годах накануне Олимпийских игр в Пекине.
В то же время Китай вкладывает значительные денежные средства в экономику Тибета, в частности, в добычу природных ресурсов и развитие транспортной инфраструктуры (строительство шоссейных и железных дорог), что дало импульс туризму.
Далай-лама XIV, получивший за свою деятельность Нобелевскую премию мира (1989), и Тибетское правительство в изгнании методами ненасилия стремятся решить вопрос подлинной автономии Тибета, защиты прав тибетцев, сохранения тибетской культуры и религии, защиты экологии Тибета (см. также движение за независимость Тибета). Китайские власти считают невозможным установление какого-либо особого статуса для Тибета и рассматривают действия Далай-ламы как сепаратистские. По мнению экспертов, отказ Китая вести переговоры с Далай-ламой способствует продолжению конфликта.

#### Противоречия, связанные с политикой КНР в Тибете
|  | Тибетский автономный район в составе Китая       |
|  | Тибет, как его обозначают тибетцы в изгнании     |
|  | Область Тибета, как её обозначает Китай          |
|  | Область, оспариваемая Индией как часть Аксайчина |
|  | Область Индии, оспариваемая Китаем как часть ТАР |
|  | Области в рамках культуры Тибета (исторически)   |

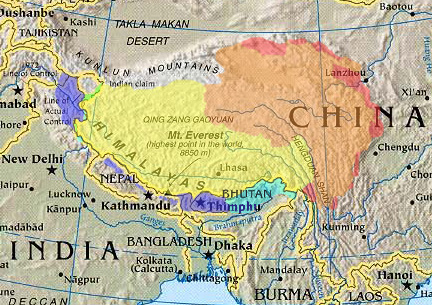

Вопрос отношений Тибета и Китая является крайне сложным и противоречивым. На Западе распространена точка зрения, согласно которой политический статус Тибета рассматривается как основание, от которого зависит состояние всей тибетской проблемы, представляющей собой важную часть международных отношений в Центральной Азии.
Многие тибетцы (особенно эмигранты) расценивают вторжение Китая как оккупацию независимого государства иностранной державой. Китай, утверждая, что Тибет является его законной частью на протяжении столетий, мотивировал вторжение как освобождение населения от крепостного права (существование которого также является предметом споров), с момента присоединения Тибета к Китаю возросла грамотность и стабильно повышается уровень жизни населения.
Мировое общественное мнение, в особенности на Западе, встаёт на сторону «независимости или, по крайней мере, высокой степени автономии» Тибета. Официальные органы государств признают Тибет частью Китая, при этом их позиция может не иметь чёткости: идёт ли речь о простой констатации факта власти Китая над Тибетом или же о признании его законных прав на это. Ряд правительств и международных организаций, Конгресс США неоднократно выражали протест против оккупации Тибета и притеснений коренного населения.
Среди учёных и исследователей нет единого мнения о политическом статусе Тибета. Спектр мнений лежит от точки зрения, что Тибет — это оккупированное независимое государство (один из видных её представителей — ван Валт ван Праг), до взгляда о том, что «суверенитет Китая над Тибетом в течение всего XX в. является реальным фактором» (один из представителей этой точки зрения — учёный китайского происхождения Ли Дэцзэн).
По мнению левого политолога Майкла Паренти, в западном мире существует идеализированный образ Тибета. По его утверждениям, значительную часть населения «старого Тибета» составляли крепостные крестьяне, которые были привязаны к своим хозяевам — чаще всего это были ламы, которым до 1950 года принадлежала практически неограниченная политическая и духовная власть, — крестьяне не имели права создавать семью без их разрешения, самостоятельно выбирать культуру для выращивания, могли быть «сданы в наём», при этом облагались множеством налогов. В качестве наказаний (в том числе за политическую деятельность) применялись пытки и причинение увечий.
В то же время по словам нынешнего главы правительства Тибета в изгнании Пенпы Цхеринга, «Китай не может создать иллюзию, будто освободил Тибет от феодализма, рабства и тому подобного. Каждое общество прошло разные стадии эволюции, и Тибет также прошёл через разные стадии своего развития... Но там было не так плохо, как сегодня».

## Культура

### Искусство
Буддийское искусство Тибета сложилось в конце X начале XI веков под влиянием индийской, непальской и китайской культур и в большей степени связано с религией — тибетским буддизмом.
Первоначально тибетцы приглашали к себе кашмирских мастеров, а также неварцев из долины Катманду для создания произведений искусства, таких как сохранившиеся расписные деревянные столбы в храме Джоканг (VIII век). Подражая неварской технике и обучаясь у мастеров в северной Индии, производя большое количество предметов живописи, бронзовых и глиняных скульптур, тибетцы постепенно вырабатывали свой собственный стиль, отличающийся «ощутимым чувством концептуальной „цельности“», в большей степени сложившийся к XV веку.
Обучение традиционным тибетским искусствам производится в нескольких институтах (таких как Норбулинка и Намгьял). Некоторые современные художники и скульпторы (как в изгнании, так и в Тибетском автономном регионе) пытаются модернизировать традиции, а также используют современные техники творческого самовыражения, включая фотографию.

#### Живопись и скульптура

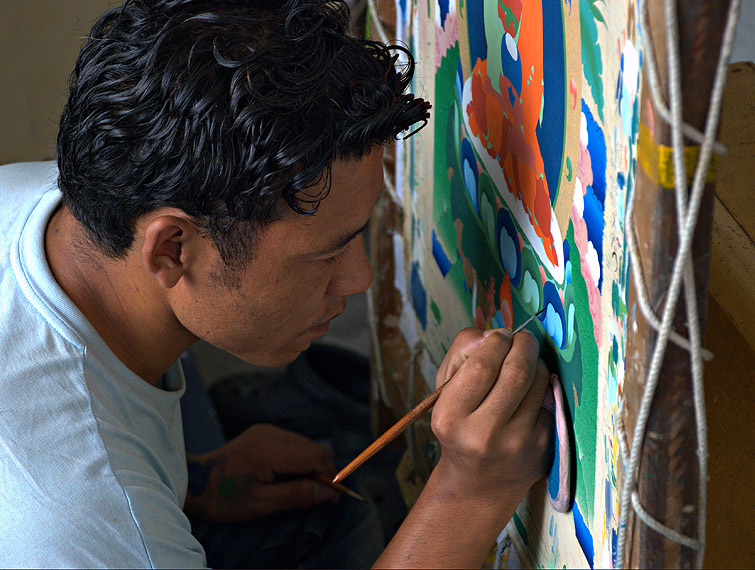
Тибетский художник, рисующий танку. Институт Норбулинка

Тибетская живопись и скульптура тесно связаны с тибетским буддизмом. Мастерские по изготовлению статуй и иных произведений искусства находились в монастырях. Основными художниками в Тибете длительное время были только монахи (ламы), которые рисовали мандалы, божеств, подбирая благоприятные дни для начала работы, совершали определённые религиозные ритуалы, молились.
В тибетской живописи выделяется три основных школы и три категории изображений с гневными, спокойными или мирными божествами. Одним из наиболее известных и распространённых видов тибетской живописи является танка, отличающаяся строгой каноничностью.
В качестве материала для изготовления скульптур в Тибете использовались дерево, глина, камень, бронза,, медь. Статуи украшались драгоценными камнями, одеяниями. В скалах вырезались и раскрашивались рельефы с изображениями буддийских божеств и святых.

#### Архитектура

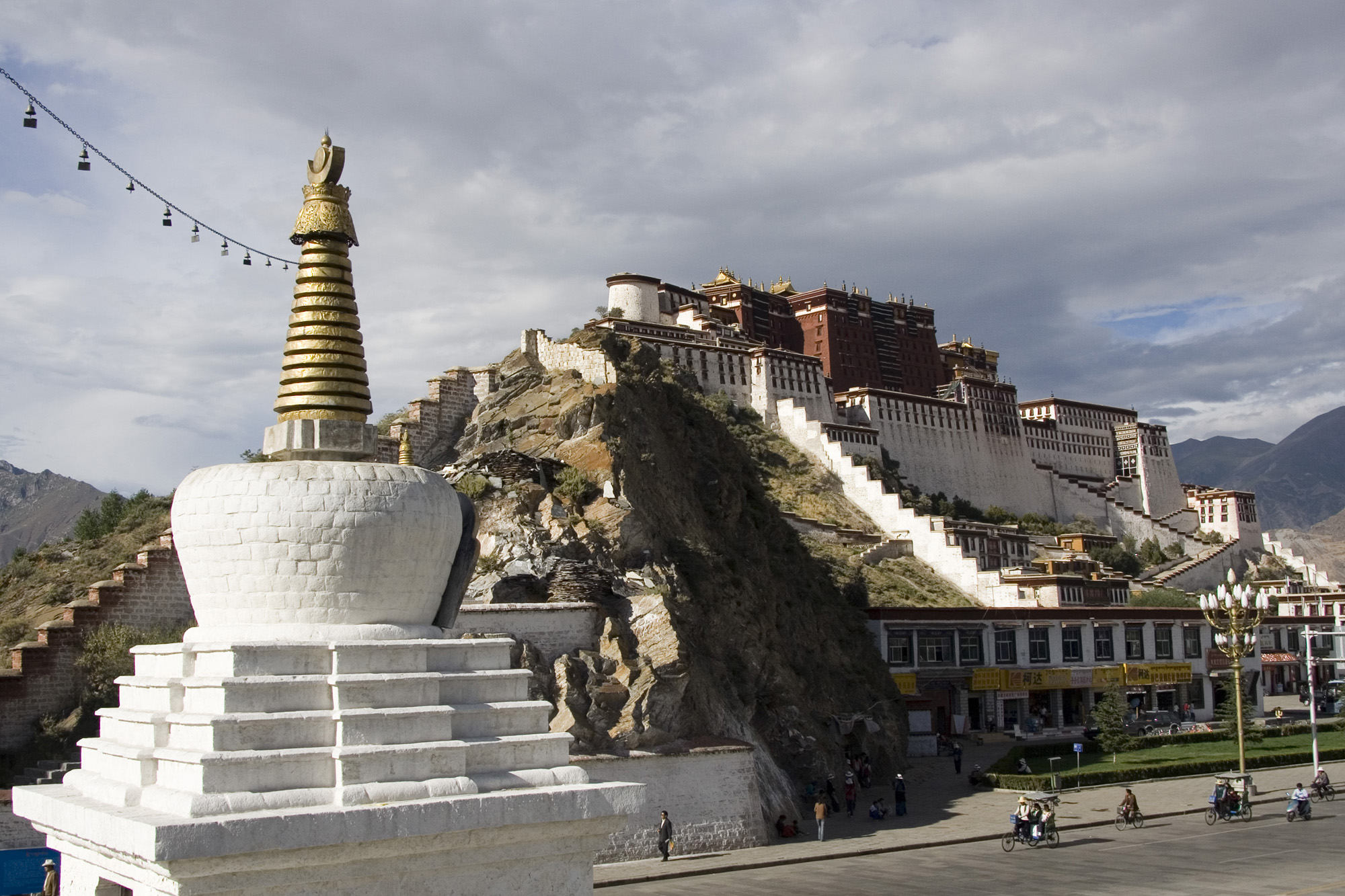
Чортен и дворец Потала, Лхаса

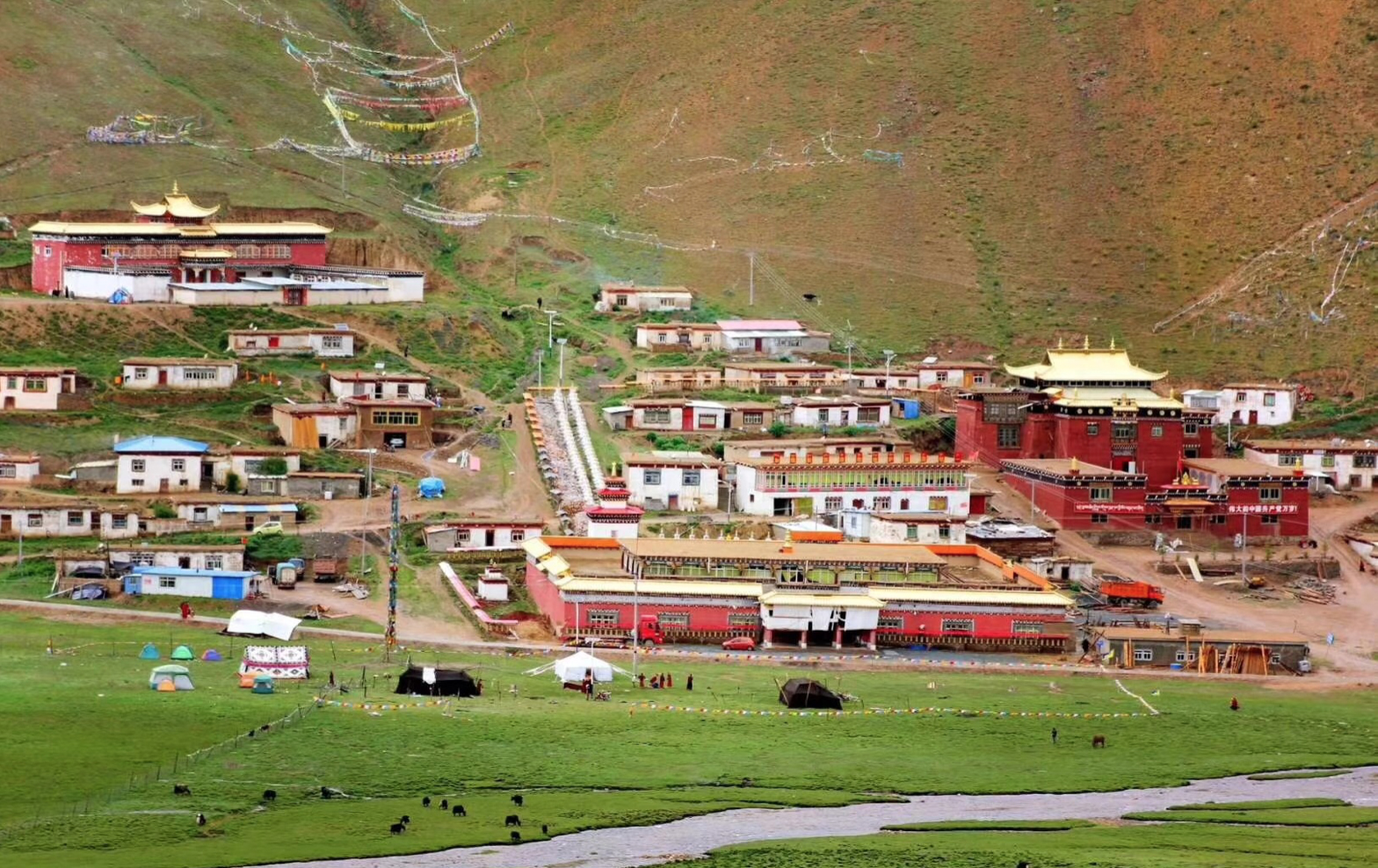
Тибетская архитектура

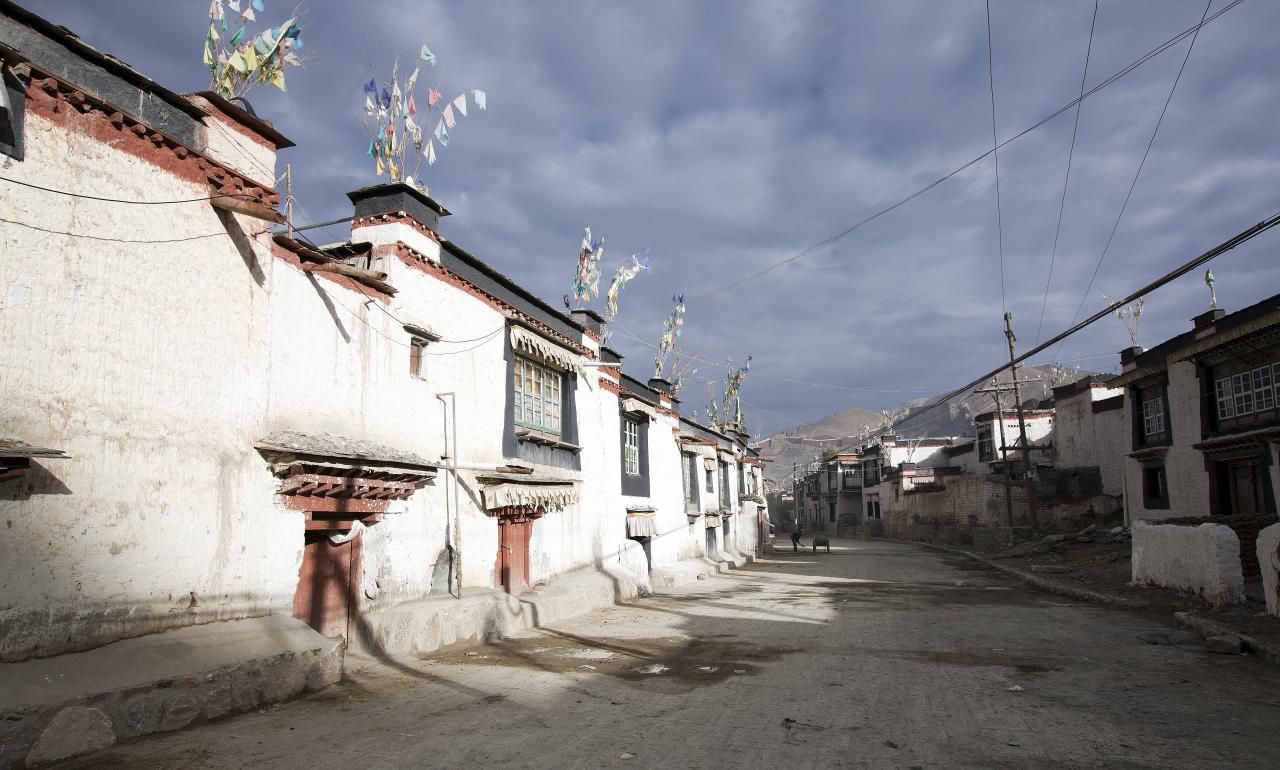
Улица с традиционными зданиями

Самобытным видом тибетского творчества считается архитектура, основными строительными материалами которой являются гранит, кирпич и дерево. Одна из визитных карточек Тибета — чортены (ступы).
Самым известным и монументальным архитектурным творением Тибета является дворец Потала, расположенный в Лхасе, входящий с 1994 года в список Всемирного наследия ЮНЕСКО. Кроме Поталы туда также входят храм Джоканг и летний дворец Далай-лам Норбулинка.

#### Музыка и танцы
Музыка Тибета испытала большое влияние со стороны монгольской и индийской культур. Музыкантами в Тибете были монахи, которые в обязательном порядке проходили специальное обучение, даже если они не становились профессиональными музыкантами. Будучи неотъемлемой частью религиозных ритуалов, различные музыкальные формы тибетской музыки не считаются специалистами самостоятельным искусством.
Ритуальные тибетские танцы, песни, оперы и оперетты, сюжет которых основан на древних легендах или исторических событиях, также исполняются монахами, использующими костюмы и маски. Представления обычно происходят на открытом воздухе. Народные песни и танцы отличаются простотой, воспевают любовь, природную красоту и подвиги предков.

### Тибетская медицина
В Тибете есть традиционная буддийская система врачевания, появившаяся и распространившаяся в V—VII веках. Она сложилась под влиянием древнеиндийской и древнекитайской медицины, текстов тантры и абхидхармы.
Основной трактат тибетской медицины — «Чжудши» («Четыре основы»). Основное учение — о трёх ньепа («виновниках»): лунг («ветер»), три («желчь») и бадкан («слизь»), от которых, как считается, зависит здоровье и болезни человека. В основу терапии заложено использование природных средств растительного и животного происхождения.
Оценки, даваемые современной медицинской наукой традиционной тибетской медицине, неоднозначны.

### Тибетский календарь и астрология
Тибетский календарь (lo-tho) является лунно-солнечным. Год делится на 12 или 13 лунных месяцев. С 1027 года, когда на тибетский язык была переведена Калачакра-тантра, в основу тибетского календаря был положен 60-летний астрологический цикл рабджунг. Каждый год цикла соответствует одному из 5 первоэлементов и одному из 12 животных. Символом первого года в цикле является огненный заяц.
Астрологический альманах, который ежегодно публикует Институт тибетской медицины и астрологии Мен-ци-кханг, является также официальным тибетским календарём, в котором отмечаются «благоприятные» и «неблагоприятные» дни с точки зрения тибетской астрологии. Астрологические расчёты являются неотъемлемой частью жизни большинства тибетцев. Тибетцы обычно планируют свою жизнь в соответствии с астрологическими данными, выбирают день для свадьбы, начала путешествия, строительства, посева зерновых, сбора урожая или других событий, ориентируясь на рекомендации астролога.
Тибетская астрология тесно связана с традиционной тибетской медициной и представляет собой синкретическую систему, в которой обычно выделяется две основные части: карци («белая» астрология, или астрология «звёзд»), возникшая под влиянием индийской астрологии, и чжунци (или нагци, астрология «элементов», или «чёрная» астрология), возникшая под влиянием китайских источников.
Тибетцам в большой степени свойственны суеверия. Например, считается, что путешественника ждёт удача, если по дороге ему встретился прохожий с кувшином воды или похоронная процессия. В Тибетском автономном районе, входящем в состав КНР, астрология также попадает в разряд суеверий, и согласно культурной политике Китая различные формы предсказаний и гаданий находятся вне закона.

### Обычаи

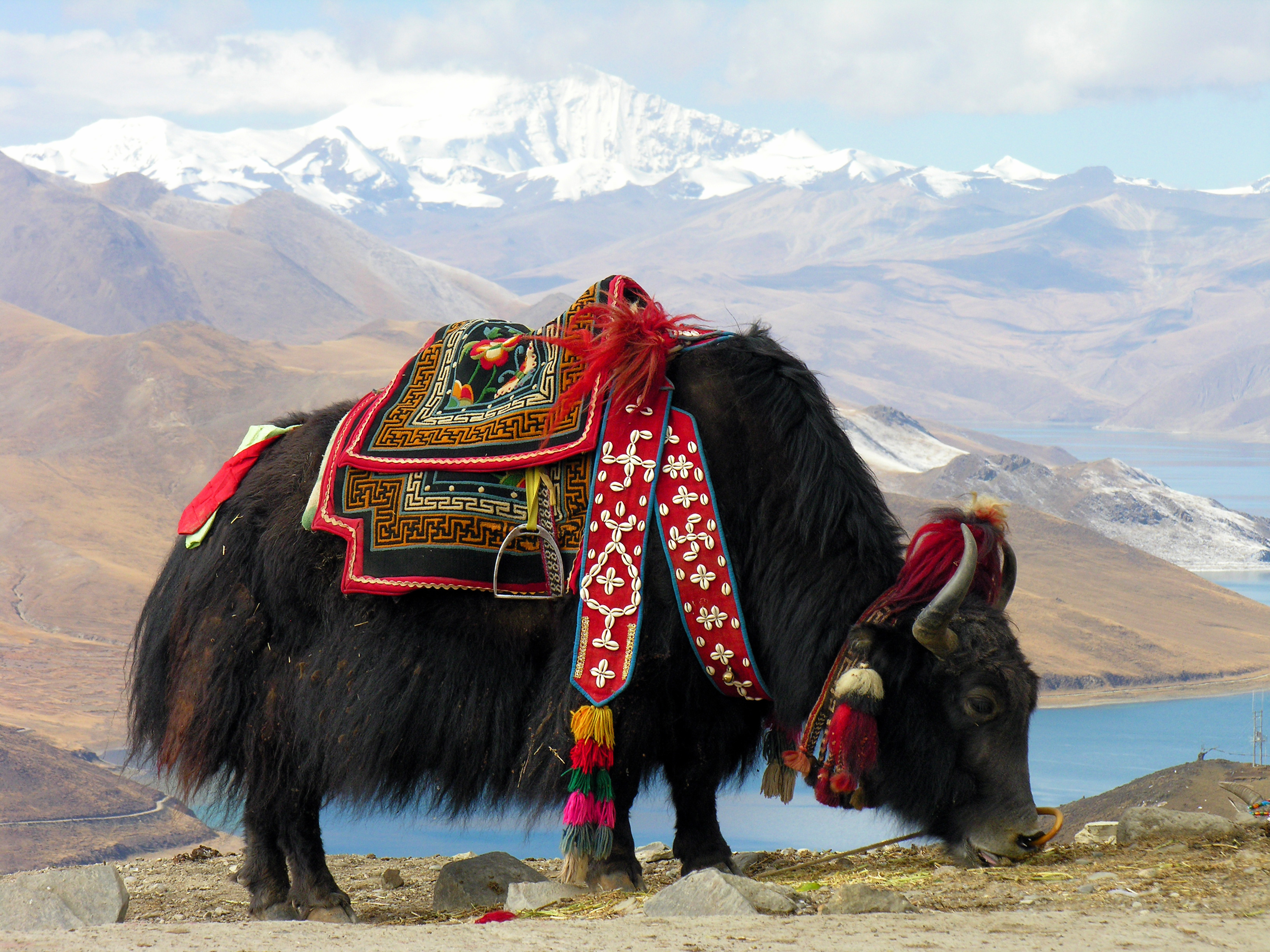
Як является неотъемлемой частью тибетской жизни

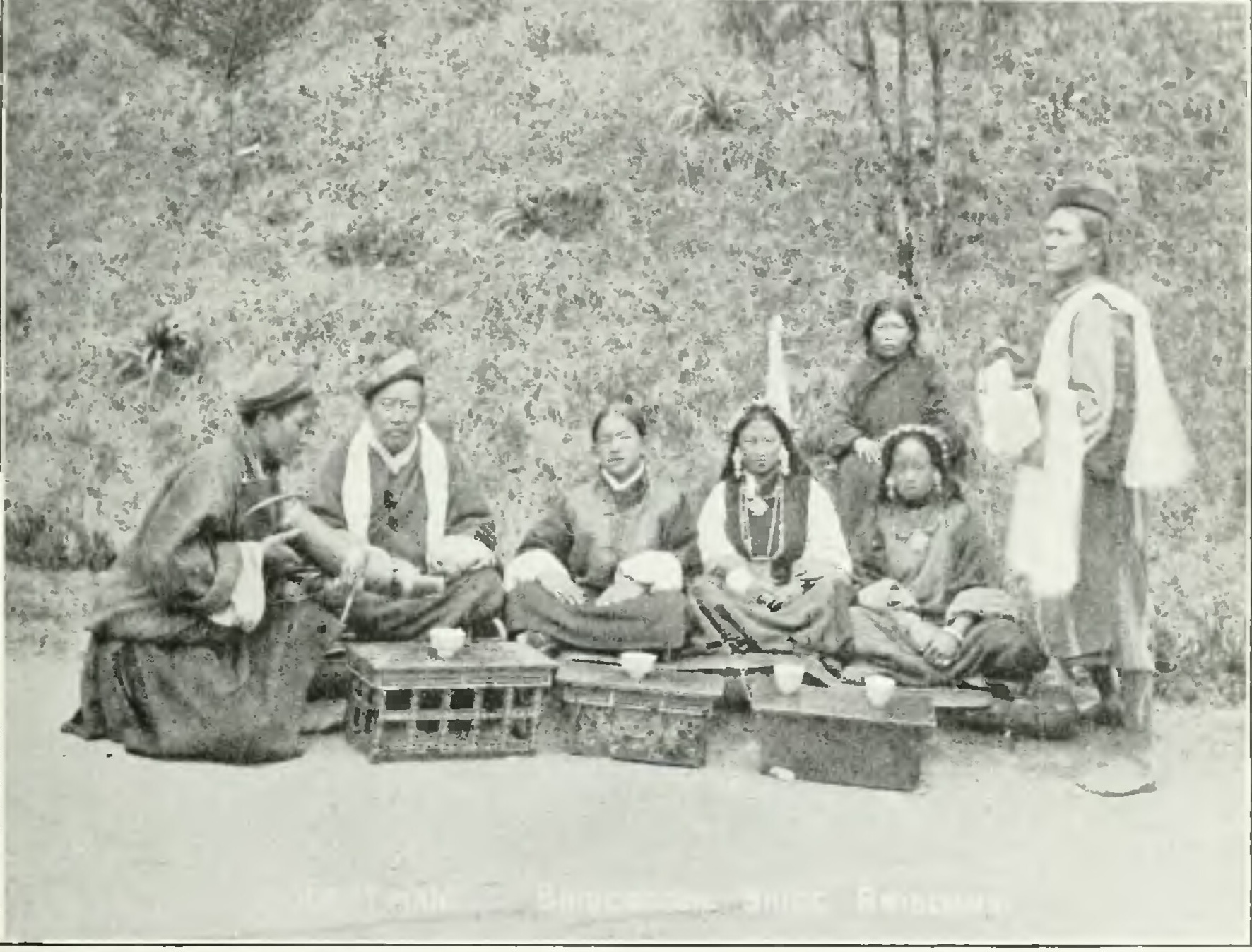
Свадьба в Тибете

Браки среди тибетцев традиционно предполагали одобрение со стороны ламы-астролога, рассмотрение на предмет совместимости жениха и невесты. Непосредственно брачная церемония являлась светским мероприятием, и ламы участия в ней не принимали. Современные тибетские молодые люди обычно знакомятся на людных встречах, а затем обращаются к своим родителям за разрешением на брак.
У тибетцев есть несколько традиционных разновидностей погребальных практик, которые согласуются с описанными в «Тибетской книге мёртвых» («Бардо Тодол»). Одна из них — так называемые «небесные» похороны, когда тело покойного скармливается хищным птицам. Вера в реинкарнацию является частью тибетского буддизма, поэтому в надежде на то, что ушедший обретёт более хорошую жизнь в новом перевоплощении, члены семьи покойного делают благотворительные пожертвования.
Распространённой традицией в Тибете является подношение ката, или ритуального белого шарфа, символизирующего чистоту, в качестве приветствия, во время посещения святых мест, на брачных или похоронных церемониях. Другой обычай — размещение молитвенных флагов на крышах зданий, холмах и других местах (см. конь ветра).

### Традиционные праздники
В Тибете отмечаются как многочисленные местные, так и национальные праздники. Самыми важными днями тибетского календаря считаются дни, связанные с деяниями Будды.
На первый день первого месяца приходится Лосар, тибетский праздник нового года (февраль-март по григорианскому календарю). Через три дня после него начинается двухнедельный праздник Монлам («молитва»), во время которого ежедневно читаются специальные молитвы.
В середине четвёртого месяца тибетского календаря отмечается Сага дава — день рождения, просветления и ухода в нирвану Будды Шакьямуни, в который тибетцы молятся, постятся и делают подношения. День ухода из жизни реформатора тибетского буддизма Цонкапы отмечается в 25 день 10 месяца возжиганием масляных лампад.

### Кухня
Основной продукт питания в Тибете — это ячмень, мука из поджаренных зёрен которого называется цампой. Цампой называют также готовое блюдо из этой муки с добавлением масла яка и тибетского чая. Из муки также готовится тесто, которое скатывается в макароны или используется для пельменей, приготовляемых на пару и называемых момо. Мясные блюда готовятся по большей части из мяса яка, баранины или свинины, часто вяленое или тушёное со специями и картофелем.
Горчица выращивается на Тибете, и поэтому её зёрна хорошо представлены в его кухне. Масло яка, йогурт и сыр очень популярны, а хорошо приготовленный йогурт считается весьма престижным деликатесным продуктом. Чай с маслом яка повсеместно распространён. Другой примечательный напиток — ячменное пиво, чанг (chhaang), имеющее сладкий и острый вкус.

## В популярной культуре
Живописнейшие тибетские пейзажи являются локацией картин таких российских художников, как Николай Рерих и Аллан Ранну. Кроме того Шамбала, мифическая тибетская земля, играет важную роль в эзотерических представлениях Алисы Бейли, Елены Блаватской и Елены и Николая Рерих.
Вдохновлённая концепцией Шамбалы, мифическая долина Шангри-Ла, — основное место действия английского романа «Потерянный горизонт» (1933). Роман знаменит в числе прочего своей наиболее успешной голливудской экранизацией, вышедшей в 1937 году и впоследствии включённой в американский Национальный реестр фильмов.
Тематика Тибета фигурирует и в других кинофильмах, наиболее известные из которых — это «Семь лет в Тибете» с Брэдом Питтом в главной роли и «Кундун» режиссёра Мартина Скорсезе. Другие фильмы: «Самсара», «Миларепа», «Кубок» и «Гималаи», фильм французско-американского производства с тибетскими актёрами, съёмки которого велись в Непале и Тибете.
«Кукушили: Горный патруль» — фильм о тибетцах, защищающих оронго от браконьеров. Фильм получил многочисленные награды.